# 루돌프 카르나프
루돌프 카르나프(독일어: Rudolf Carnap, 1891년 5월 18일 ~ 1970년 9월 14일)은 독일과 미국에서 활동한 분석철학자이다. 알프레트 타르스키의 의미론(意味論)을 배우고 논리학 및 수학의 기초를 구명, 논리실증주의자 중에서도 형식화된 인공적인 기호논리학에 의해 명제의 분석을 철저히 한 학자이다.

## 생애
독일의 쾰른 근교 부퍼탈에서 태어났다. 빈과 프라하 등의 대학에서 가르쳤다. 처음에는 고틀로프 프레게, 버트런드 러셀의 영향을 받아 기호논리학에 의한 '세계의 논리적 구성' 파악을 위해 노력했다. 이어서 수학자 괴델의 이론에서 힌트를 얻어 언어의 논리적 통사론을 체계적으로 연구했다. 1936년부터 시카고 대학교 교수를 지냈다.